# محمد فريمهدي
محمد فريمهدي فنان جزائري من مواليد 21 جويلية 1964بمعسكر، وفي عام 1988 تخرج من معهد تقصراين لتكوين إطارات الشباب حيث أسس مع رفاقه جمعية ''الشروق'' المسرحية

## أدوار

### المسرح

#### أدوار مسرحية
- أول عمل مسرحي له كان عبارة عن حوار جرى بين الحجاج والأعرابي.
- ثاني عمل مسرحي له كان تاجر البندقية مقتبسة من أعمال شكسبير، قدمها وهو في المرحلة الثانوية·
- 1986 لعب دور البطولة في مسرحية ''يتامى الإمبراطور'' لمصطفى حفيان،
- 1987 شارك في مسرحية ''أغنية الثم'' المقتبسة من أعمال أنطوان شيكوف.
- 2016 كارت بوسطال في دور قدور الماركانتي [3]

•شارك في أعمال فنية كثيرة كمخرج وممثل:
- حب ودموع
- الصدمة
- بطون فارغة بطون مملوءة
- دوريان غراي والدقائق العشرون
- ذكرى من الألزاس

#### إخراج مسرحي
- الأجداد يزدادون شراسة لمسرح بلعباس،
- تحولات" لمسرح سوق اهراس
- «العقد» لمسرح معسكر
- 2019 حنين [4]

### التلفزيون
- رجال الهقار،
- الخاوة،
- ولاد الحلال،
- يما [5][6]
- بنتي لعزيزة.
- 11.11 "  حداش حداش "

### السينما
- بن باديس،
- العقيد لطفي،
- العربي بن مهيدي،
- أبو ليلى

## جوائز
- 2003 و2007 تحصل على جائزتين لأحسن أداء رجالي في مهرجان سكيكدة·
- 2012 نالت مسرحية «ذكرى من الألزاس» الجائزة الكبرى في مهرجان المسرح المحترفو هو أبرز تتويج ناله مسرح معسكر